# Гурьянов, Иван Гаврилович
Иван Гаврилович Гурьянов (1791 — не ранее 1854) — литератор, переводчик.

## Биография
Родился в семье капитана Оренбургского гарнизона Николая Лашкина. Мать Гурьянова вторично вышла замуж и с четырёх лет он воспитывался отчимом (Г. П. Гурьяновым). Поступил на военную службу (1807). Отличался в сражениях во время войны 1812 года, дослужившись до звания штабс-капитана. Стал инвалидом в результате ранения в ногу. Потеряв значительную сумму казённых денег (1814), обязался покрыть потерю за счёт продажи своего имения и дома в Казани. В связи с казанским пожаром 1815 года и гибелью дома продажа одного из имений затянулась, так как вместе с тем сгорели и присутственные места. Комиссия военного суда, усомнившись в намерениях Гурьянова и в действительном существовании имения, приговорила его к смертной казни. Однако во время прохождения приговора по инстанциям Гурьянов успел продать имение и покрыть недостачу. Был разжалован (1818) с лишением дворянства, чинов и ордена. Переведён рядовым в Тульский пехотный полк. Произведён в унтер-офицеры (1821). Домашний учитель у своего дивизионного командира барона Розена (1824―1825).
Вышел в отставку и начал публиковаться (1826). Сочинял учебные пособия, игры для детей, путеводители, патриотические книжки, песенники, исторические работы, переводил с французского и немецкого. Писал романы и повести: «Илья Пройдохин. Открытая тайна некоторых, или Горе от ума и Горе без Ума» (1831); «Марина Мнишех, княжна Сандомирская» (1831), «Новый Выжигин на Макарьевской ярмарке» (1831). Обработал лубочный пересказ «Приключений барона Мюнхгаузена», вышедшим под названием «Не любо — не слушай, лгать не мешай, или Чудная и любопытная жизнь Пустомелева, помещика Хвастуновской округи, села Вралихи, лежащего при реке Лживке» (1833).
В 1840-х годах жил в Ельне, где давал уроки. В 1846 году Гурьянову было разрешено поступить на гражданскую службу.